# أنا دانيل بليك
أنا دانيل بليك هو فيلم من نوع دراما أُصدر في 21 أكتوبر 2016. الفيلم من إنتاج Why Not Productions ‏ ووايلد بانتش ‏، ومن توزيع إي وان إنترتينمت فيلمز ‏، وهو من إخراج كين لوتش، أما السيناريو فكان من كتابة بول لافيرتي

## القصة
تقع أحداث الفيلم في إنجلترا.
دانيال بليك) نجّار في التاسعة والستين من عمره، عاش غالبية حياته في (نيوكاسل)، يسعى بشدة للحصول على إعانة من الدولة للمرة الأولى في حياته بسبب مروره بأزمة قلبية بالغة، 

## طاقم التمثيل
- Dave Johns [الإنجليزية]‏، بدور Daniel Blake ‏
- هايلي سكوايرز
- Kate Rutter [الإنجليزية]‏
- Gavin Webster [الإنجليزية]‏

## الإنتاج
صوّر الفيلم (100 دقيقة إجمالا) في نيوكاسل أبون تاين، وبدأ التصوير الرئيسي في 20 أكتوبر 2015 وكان روبي ريان مديرًا لتصوير الفيلم. موسيقى الفيلم التصويرية كانت من تأليف جورج فنتون.

## وصلات خارجية
- أنا دانيل بليك على موقع IMDb (الإنجليزية)
- أنا دانيل بليك على موقع ميتاكريتيك (الإنجليزية)
- أنا دانيل بليك على موقع روتن توميتوز (الإنجليزية)
- أنا دانيل بليك على موقع نتفليكس (الإنجليزية)
- أنا دانيل بليك على موقع قاعدة بيانات الأفلام العربية
- أنا دانيل بليك على موقع ألو سيني (الفرنسية)
- أنا دانيل بليك على موقع Turner Classic Movies (الإنجليزية)
- أنا دانيل بليك على موقع أول موفي (الإنجليزية)
- أنا دانيل بليك على موقع بوكس أوفيس موجو (الإنجليزية)
- أنا دانيل بليك على موقع فيلمافينيتي (الإسبانية)